# Estação Tura El Balad
Tora El-Balad (em árabe: طرة البلد) é uma das estações da linha 1 do metro do Cairo, no Egito, conhecida também como a linha francesa do metro do Cairo, no Egito.

## História
A estação foi inaugurada em 26 de setembro de 1987 na fase 1 da linha 1 quando entrou em operação o Metro do Cairo.